# 潔西卡·克魯茲
潔西卡·克魯茲（英語：Jessica Cruz），是美國DC漫畫中的虛構超級英雄。由傑夫·強斯（Geoff Johns）和伊森·範·西弗（Ethan Van Sciver）創造，她是綠光軍團和正義聯盟的成員。潔西卡·克魯茲首次登場於《正義聯盟》第31話（2014年8月），該角色是基於女演員潘妮洛普·克魯茲所設計的；DC官方確認了潔西卡·克魯茲的設定有墨西哥裔與洪都拉斯裔的血統，目前她居住在俄勒岡州的波特蘭。